# マイケル・ボール (俳優)
マイケル・ボール（Michael Ball、1962年6月27日 - ）は、イギリス、イングランド生まれの俳優、歌手である。
ミュージカル『レ・ミゼラブル』のマリウス・ポンメルシー役（オリジナル・ロンドン・キャスト）、『オペラ座の怪人』のラウル役、『アスペクツ・オブ・ラブ』のアレックス・ディリンガム役（オリジナル・ロンドン・キャスト、オリジナル・ブロードウェイ・キャスト）などで知られ、ローレンス・オリヴィエ賞のミュージカル主演男優賞を２度受賞している。大英帝国勲章の受章者である。

## 経歴
1962年、イングランド、ウスターシャーのブロムスグローヴで生まれる。
ユース・シアターに参加した後、ギルフォード演劇学校で演技を学んだ。初舞台は1984年、ウェールズのアベリストウィスで上演されたミュージカル『Godspell』であった。その後、マンチェスター・オペラハウスで上演されたギルバート・アンド・サリヴァンのコミック・オペラ、『ペンザンスの海賊』に出演した。この時キャメロン・マッキントッシュから注目され、後にクロード＝ミシェル・シェーンベルク作曲のミュージカル、『レ・ミゼラブル』のマリウス役のオリジナル・ロンドン・キャストに誘われた。1985年、23歳の時に同役でウエスト・エンドデビューを果たした。
1987年には、アンドルー・ロイド・ウェバー作曲のミュージカル、『オペラ座の怪人』のラウル役を演じた。
1989年には、ロイド・ウェバー作曲のミュージカル、『アスペクツ・オブ・ラブ』の主役、アレックス役をオリジナル・ロンドン・キャストとして演じた。1990年には、同役のオリジナル・ブロードウェイ・キャストとして、ニューヨークのブロード・ウェイでのデビューを果たした。
1992年には、ユーロビジョン・ソング・コンテストにイギリス代表として出場し、2位となった。その年に発売したアルバム『Michael Ball』は、全英アルバムチャートで1位を獲得した。
1995年にロンドン、ロイヤル・アルバート・ホールで行われた『レ・ミゼラブル10周年記念コンサート』では、マリウス役で出演した。
1996年には、スティーヴン・ソンドハイム作詞作曲のミュージカル、『パッション』において、ジョルジオ役をオリジナル・ロンドン・キャストとして演じた。また、ワンマンショー『Alone Together』を上演した。
1998年には、ロイド・ウェバー50歳を祝うコンサート『アンドルー・ロイド・ウェバー ロイヤル・アルバート・ホール セレブレーション』、バービカンセンターで行われた『ソンドハイム・トゥナイト』、キャメロン・マッキントッシュがプロデュースした作品のコンサート『Hey, Mr. Producer!』に出演した。
2002年には、シャーマン兄弟作詞作曲のミュージカル『チキ・チキ・バン・バン』において、カラクタカス・ポッツ役をオリジナル・ロンドン・キャストとして演じた。
2004年には、アイルランドで上演されたロイド・ウェバー作曲のミュージカル、『サンセット大通り』コンサート版において、ジョー・ギリス役でペトゥラ・クラークと共演した。
2005年2月には、ロイド・ウェバー作曲のミュージカル『ウーマン・イン・ホワイト』のフォスコ伯爵役を、マイケル・クロフォードから引き継いだ。9月には、ギルバート・アンド・サリヴァンのコミック・オペラ、『ペイシェンス』でニューヨーク・シティ・オペラデビューを果たした。11月には、ブロード・ウェイにトランスファーされた『ウーマン・イン・ホワイト』において、フォスコ伯爵役をオリジナル・ブロードウェイ・キャストとして演じた。
2006年には、ロイヤルコート劇場で上演されたリチャード・オブライエン作詞作曲のミュージカル、『ロッキー・ホラー・ショー』のチャリティーコンサートにおいて、アンソニー・スチュワート・ヘッドと共にフランクン・フルター博士役で出演した。
2007年6～7月には、イングリッシュ・ナショナル・オペラで上演されたミュージカル、『キスメット』で主演を務めた。また、10月にはウエスト・エンドに戻り、ミュージカル『ヘアスプレー』でエドナ役をオリジナル・ロンドン・キャストとして演じた。この役で、2008年のローレンス・オリヴィエ賞ではミュージカル主演男優賞を受賞した。
2010年10月2日にO2アリーナで行われた『レ・ミゼラブル25周年記念コンサート』のフィナーレでは、マリウス役のオリジナル・キャストとして登場し、出演者たちと『ワン・デイ・モア』を歌った。
2011年、チチェスター・フェスティバル劇場で上演されたソンドハイム作詞作曲のミュージカル、『スウィーニー・トッド』において、トッド役としてイメルダ・スタウントンと共演した。2012年にはウエスト・エンドでも上演され、2013年のローレンス・オリヴィエ賞では、2度目のミュージカル主演男優賞を受賞した。
2016年以降、アルフィー・ボーと共に3枚のアルバムを発売している。全英アルバムチャートで『Together with Alfie Boe』（2016年）、『Together Again with Alfie Boe』（2017年）は1位、『Back Together with Alfie Boe』（2019年）は2位を獲得した。
2018年2月には初来日し、東急シアターオーブでアルフィー・ボーと共にコンサートを行った。
2019年3月に発売されたソロアルバム『Coming Home to You』は、全英アルバムチャートで1位を獲得した。また、8～11月には、ウエスト・エンドのギールグッド劇場で上演された『レ・ミゼラブル・ザ・オールスター・ステージ・コンサート』において、ジャベール役を演じた。
2020年4月には、キャプテン・トム・ムーアとデュエットしたシングル、『ユール・ネヴァー・ウォーク・アローン』が、全英シングルチャート1位を獲得した。この作品は、NHSのスタッフによる合唱団との共作で、収益はNHSのチャリティへ寄付されるものである。トム・ムーア大尉の99歳11ヵ月での1位獲得は、70年近い全英チャート史上、最高齢であった。

## CD
キャストアルバム
- 『Les Misérables』Original London Cast（1985年） - 『レ・ミゼラブル』オリジナル・ロンドン・キャスト（マリウス・ポンメルシー役）
- 『Les Misérables』Complete Symphonic Recording （1988年） - 『レ・ミゼラブル』コンプリート・シンフォニック・レコーディング（マリウス・ポンメルシー役）
- 『Rage of the Heart』Concept Album （1989年） - コンセプトアルバム（Peter Abelard役）
- 『Aspects of Love』Original London Cast （1989年） - 『アスペクツ・オブ・ラブ』オリジナル・ロンドン・キャスト（アレックス・ディリンガム役）
- 『West Side Story』Studio Cast （1993年） - 『ウエスト・サイド物語』スタジオ・キャスト（トニー役）
- Les Misérables – 10th Anniversary – The Dreamcast in Concert （1995年） - 『レ・ミゼラブル』10周年記念コンサート（マリウス・ポンメルシー役）
- 『Passion』Original London Cast in Concert （1997年） - 『パッション（英語版）』オリジル・ロンドン・キャスト（ジョルジオ役）
- Sondheim Tonight （1998年） – 『ソンドハイム・トゥナイト』コンサート・キャスト
- Hey, Mr. Producer! The Musical World of Cameron Mackintosh （1998年） – コンサート・キャスト（『オペラ座の怪人』ラウル役、『レ・ミゼラブル』マリウス役）
- Chitty Chitty Bang Bang Original London Cast （2002年） - 『チキ・チキ・バン・バン（英語版）』オリジナル・ロンドン・キャスト （カラクタカス・ポッツ役）
- 『Sweeney Todd』The 2012 London Cast （2012年） - 『スウィーニー・トッド』2012年ロンドン・キャスト（スウィーニー・トッド役）

ソロアルバム
- Michael Ball （1992年）
- Always （1993年）
- One Careful Owner （1994年）
- First Love （1995年）
- The Musicals （1996年）
- The Movies （1998年）
- The Very Best of Michael Ball – In Concert at the Royal Albert Hall （1999年）
- Christmas （1999年）
- This Time... It's Personal （2000年）
- Centre Stage （2001年）
- A Love Story （2003年）
- Love Changes Everything – The Essential Michael Ball （2004年）
- Music （2005年）
- One Voice （2006年）
- Back to Bacharach （2007年）
- Past and Present: The Very Best of Michael Ball （2009年）
- Heroes （2011年）
- Both Sides Now （2013年）
- If Everyone Was Listening （2014年）
- Coming Home to You （2019年）

コンピレーションアルバム
- The Best of Michael Ball （1994年）
- Stages （1996年）
- The Collection （1997年）
- Songs of Love （1998年）
- Secrets of Love (2000)
- Michael Ball – The Collection (from M&S) （2000年）
- Stage and Screen （2001年）
- A Song For You （2003年）
- I Dreamed A Dream （2003年）
- Seasons of Love （2006年）
- Stage and Screen (from Readers Digest) （2006年）
- The Silver Collection （2007年）
- Encore （2010年）
- Songbook (from Readers Digest) （2011年）
- Love Changes Everything: The Collection （2012年）
- Together with Alfie Boe （2016年）
- Together Again with Alfie Boe （2017年）
- Back Together with Alfie Boe （2019年）

## DVD/ブルーレイ
- Les Misérables – 10th Anniversary – The Dreamcast in Concert （1995年） - 『レ・ミゼラブル』10周年記念コンサート（マリウス・ポンメルシー役）
- Michael Ball – the Musicals & More （1996年）
- Andrew Lloyd Webber: The Royal Albert Hall Celebration （1998年） - 『アンドルー・ロイド・ウェバー ロイヤル・アルバート・ホール セレブレーション』コンサート・キャスト
- Hey, Mr. Producer! The Musical World of Cameron Mackintosh （1998年） – コンサート・キャスト（『オペラ座の怪人』ラウル役、『レ・ミゼラブル』マリウス役）
- Michael Ball – Live at the Royal Albert Hall （1999年）
- Michael Ball – This Time... It's Personal – Live （2000年）
- Alone Together: Michael Ball – Live At The Donmar （2001年）
- Michael Ball – Live In London （2004年）
- The Best of Michael Ball – Live （2006年）
- Michael Ball – One Voice, One Special Night – Live （2007年）
- Rocky Horror Tribute Show （2008年） – 『ロッキー・ホラー・ショー』コンサート（2006年収録、フランクン・フルター博士役）
- Michael Ball – Past and Present – 25th Anniversary Tour （2009年）
- Michael Ball – A Life on Stage （2010年）
- Les Misérables 25th Anniversary concert （2010年） - 『レ・ミゼラブル』25周年記念コンサート（フィナーレ・ゲスト）
- Michael Ball – Heroes Live （2011年）
- Michael Ball: Both Sides Now – Live Tour 2013 （2013年）